# Алгебра над кільцем
Алгебра над кільцем — алгебрична структура з операціями додавання {\displaystyle +}, множення {\displaystyle \times } та множення на скаляр {\displaystyle \cdot }, така що: якщо R — комутативне кільце, тоді R-алгеброю (тобто, алгеброю над кільцем R ) є R-модуль, що одночасно є кільцем в якому R-білінійне множення.
Формально {\displaystyle \ (A,+,\times ,\cdot )} — є R-алгеброю, якщо:
{\displaystyle \ (A,+,\cdot )} — є R-модулем;
{\displaystyle \ (A,+,\times )} — є кільцем (в деяких авторів асоціативність не вимагається);
{\displaystyle r\cdot (x\times y)=(r\cdot x)\times y=x\times (r\cdot y)\qquad \forall \;r\in R;\;\;x,y\in A.}
Пов'язані визначення:
- Якщо A є комутативним кільцем, тоді воно називається комутативною R-алгеброю.
- Якщо R є полем, тоді A називається алгеброю над полем.
- Алгебра з діленням — алгебра в якій можливе ділення. В такій алгебрі не існує дільників нуля.
- Нормована алгебра — це алгебра над полем з нормою ||·||, що задовільняє умову: {\displaystyle \|xy\|=\|x\|\|y\|\quad \forall x,y\in A.}

## Алгебра над полем
Алгебра над полем за визначенням є векторним простором над {\displaystyle R}, тобто має базис.
Це дає можливість будувати алгебри над полем по базису, для цього достатньо задати таблицю множення базисних елементів. Такий підхід зручний для скінченновимірних алгебр.

## Приклади
- Алгебри над кільцем:
  - довільне кільце можна розглядати як {\displaystyle \mathbb {Z} }—алгебру, оскільки множення на ціле число можна звести до додавання та віднімання,
  - алгебри квадратних матриць,
  - алгебри многочленів
- Алгебри над полем дійсних чисел:
  - Комплексні числа
  - Подвійні числа
  - Дуальні числа
  - Кватерніони
  - Октоніони — не асоціативна алгебра.